# Ustîmenkî, Zinkiv
Ustîmenkî (în ucraineană Устименки) este un sat în comuna Popivka din raionul Zinkiv, regiunea Poltava, Ucraina.

## Demografie
Componența lingvistică a localității Ustîmenkî
     Ucraineană (100%)
Conform recensământului din 2001, toată populația localității Ustîmenkî era vorbitoare de ucraineană (100%).